# Runcinia bifrons
Runcinia bifrons är en spindelart som först beskrevs av Simon 1895.  Runcinia bifrons ingår i släktet Runcinia och familjen krabbspindlar. Inga underarter finns listade i Catalogue of Life.